# Madri
Madri (sanskrit: माद्री) är en gestalt i indisk mytologi. I eposet Mahābhārata var Madri en prinsessa i kungadömet Madra och hon var Pandus andra fru.